# Provița de Jos, Prahova
Provița de Jos este satul de reședință al comunei cu același nume din județul Prahova, Muntenia, România.